# Tvarožná
Tvarožná är en ort i Tjeckien.   Den ligger i regionen Södra Mähren, i den östra delen av landet, 200 km sydost om huvudstaden Prag. Tvarožná ligger 255 meter över havet och antalet invånare är 1 159.
Terrängen runt Tvarožná är platt söderut, men norrut är den kuperad. Terrängen runt Tvarožná sluttar söderut.Runt Tvarožná är det tätbefolkat, med 257 invånare per kvadratkilometer. Närmaste större samhälle är Brno, 11,9 km väster om Tvarožná. Trakten runt Tvarožná består till största delen av jordbruksmark.